# Raoef Mamedov
Raoef Mamedov (ur. 1956 r. w Gandży) – azerski reżyser i artysta. Jedną z jego bardziej znanych prac jest zdjęcie stanowiące odtworzenie sceny z Ostatniej Wieczerzy Leonarda da Vinci, na którym modelami są osoby z zespołem Downa, co miało służyć zwróceniu uwagi na osoby niewidzialne i wykluczone.